# 심지 (신라)

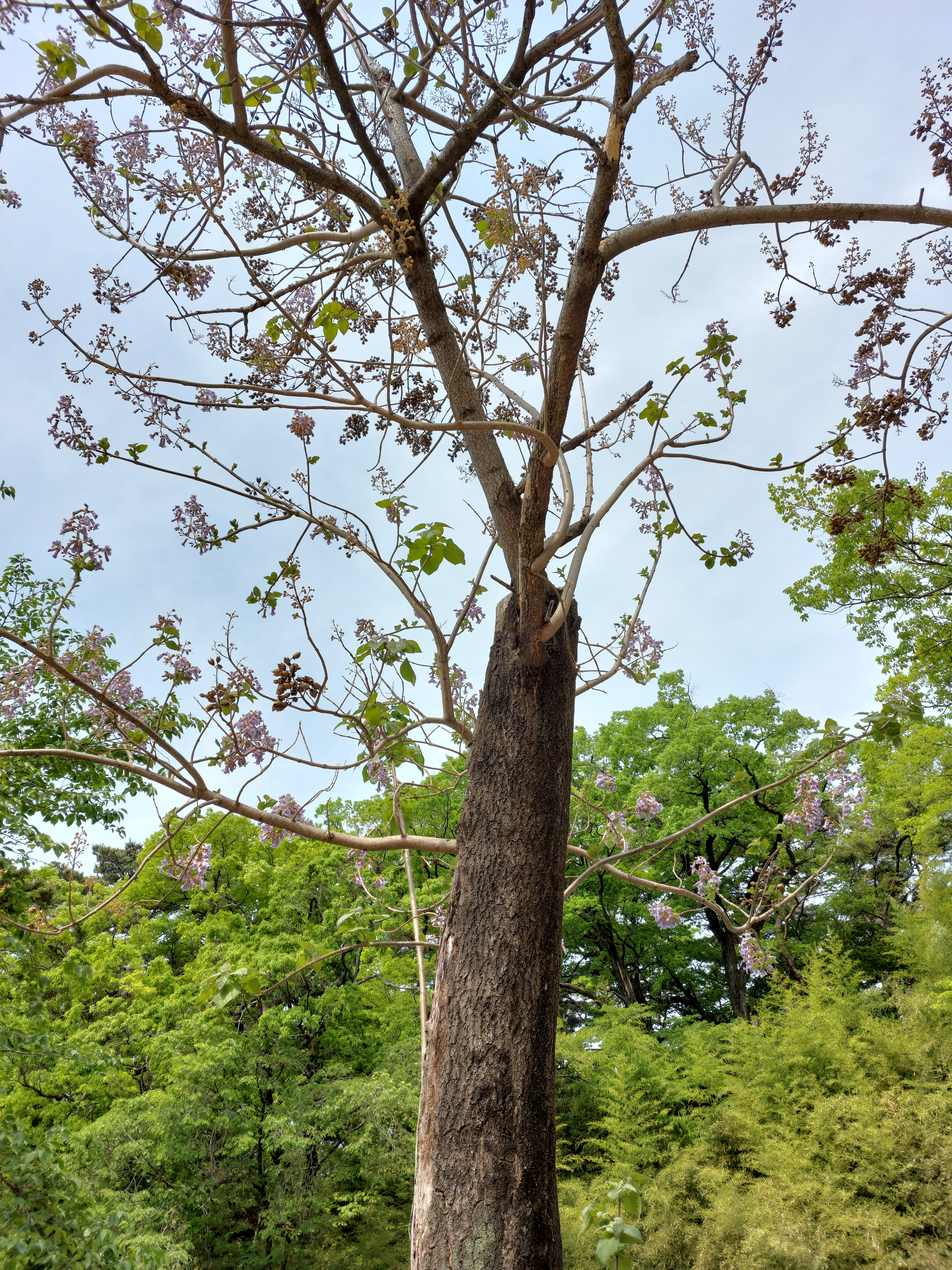
팔공산 동화사에 있는 심지대사가 심은 오동나무이다. 지팡이가 자란 것으로 겨울에도 꽃을 피웠다고 한다.

심지(心地, ?~?)는 9세기 신라의 승려이다.
《삼국유사》에는 헌덕왕(憲德王)의 아들이라고 되어 있다. 열다섯 살에 머리를 깎고 승려가 되어 중악(中岳)에 머물렀다. 불골간자 이야기가 유명한데, 이는 미륵보살의 손가락뼈라고 한다.
팔공산 동화사의 중창자이자, 금당선원의 창건자로 유명하여 심지조사(心地祖師)라고도 높여 부른다.

## 불골간자
속리산에서 영심(永深)이 진표(眞表)의 불골간자(佛骨簡子)를 받들어 과증법회(果證法會)를 연다는 소식을 듣고 찾아갔다. 하지만, 뒤늦게 도착하는 바람에 승려로서 법회에 참가하는 것이 허락되지 않았고, 하는 수 없이 다른 사람들을 따라 예배하고 참회하였다.
그런데 7일이 지나 큰 눈이 내렸는데, 심지가 서 있는 자리 사방으로 열 자 거리에는 눈이 떨어지지도 쌓이지도 않았다. 사람들은 이것을 신이하게 여겨 마침내 그가 법당에 들어오는 것을 허락하였지만, 심지는 병을 핑계로 법당에는 들어가지 않은 채 물러나 다른 방에서 법당을 향해 절을 올렸다.
법회가 끝나고 돌아오던 심지는 간자 두 개가 옷섶에 붙어 있는 것을 보고 돌아가서 영심에게 알렸는데, 분명히 간자를 함 속에 깊이 넣어놨는데 그럴 리 없다며 영심은 자신이 간자를 넣어둔 상자를 살폈다.
영심은 상자가 봉해져 있는 것은 예전과 같았지만 간자만이 없어져 있는 것에 놀란 영심은 다시 심지로부터 간자를 전해받아 보관했지만, 마찬가지로 상자에 넣어둔 간자가 다시 심지의 옷에 붙어있는 일이 생기자, 영심은 "부처의 뜻은 당신에게 있으니 당신이 그것을 받들라"며 간자를 심지에게 전해주었다.

## 동화사 창건
심지가 그 간자를 정수리에 이고 중악으로 돌아오자, 산신이 두 선자(仙子)를 데리고 심지를 맞이하여 산꼭대기에 그를 데려다 바위 위에 앉히고는 엎드려 불문에 귀의하기를 청했다.
심지는 "지금 땅을 가려서 성간(聖簡)을 봉안해야 하는데, 우리가 결정할 일이 아니니 함께 높이 올라가 간자를 던져 점을 쳐보자"고 하고는 중악 산신들과 산꼭대기에 올라 서쪽을 향해 던졌다.
간자는 곧 바람에 날려 날아가 중악 깊은 곳의 숲의 샘물 속에 떨어졌고, 심지는 간자가 떨어진 샘이 있던 자리에 절을 지어 간자를 모시게 되었다. 바로 지금의 동화사(桐華寺)였다.
절을 중창할 당시 계절이 겨울이었는데도 오동나무가 꽃을 활짝 피웠고, 심지는 이에 감탄하여 절의 이름을 유가사에서 동화사로 바꾸게 되었다고 한다. 현재 동화사 경내의 조사전 앞에는 '심지조사나무'라는 이름이 붙은 오동나무가 서있다.

## 참고 문헌
- 《삼국유사》

1. ↑  이, 종익. “간자 (簡子)”. 《한국민족문화대백과사전》. 한국중앙학연구원. 2023년 5월 26일에 확인함. 진표가 받은 간자는 미륵보살의 손가락 뼈라고 하며
2. ↑  고, 영섭. “심지 (心地)”. 《한국민족문화대백과사전》. 한국학중앙연구원. 2024년 2월 18일에 확인함. 『삼국유사(三國遺事)』에 심지에 관한 몇몇 일화가 전한다. 심지가 중악(八公山)에 머무르고 있을 때였다. 그는 속리산의 영심(永深)이 진표율사(眞表律師)의 불골간자(佛骨簡子)를 전해 받아 과증법회(果證法會)를 연다는 말을 듣고 찾아갔다. 하지만 이미 날짜기 지난 뒤라 참석을 허락받지 못하였다. 이에 심지는 땅에 앉아 마당을 치면서 여러 무리를 따라 예배하고 참회하였다. 심지의 예참이 일주일을 지났을 무렵 큰 눈이 내렸는데, 그가 섰던 곳의 사방 열자 남짓 되는 곳에는 눈이 나부꼈지만 내리지 않았다. 주변 승려들이 신기하게 여겨 당(堂)에 오르기를 청하였지만, 심지는 병을 핑계 대고 사양하면서 방으로 물러나 불당을 향해 조용히 예배하였다. 그의 팔꿈치와 이마에서는 피가 흘러, 마치 진표율사가 선계산(仙溪山)에서 정진할 때와 같았다. 심지는 법회가 끝나 본산(本山)으로 돌아가는 도중에 간자(簡子) 두 개가 옷깃 사이에 끼어 있는 것을 보았다. 그는 이것을 가지고 돌아와 영심에게 알리자 영심이 말하였다. “간자는 함 속에 있는데 그럴 리가 있는가?” 함을 찾아보니 아무런 변화가 없었지만 열어보니 과연 간자 두 개가 없었다. 영심은 이것을 매우 이상하게 여겨 간자를 거듭 싸서 함 속에 넣어 두었다. 심지가 길을 가다 보니 간자는 여전히 옷깃에 붙어 있었다. 이 때문에 다시 돌아가 이야기하였다. 이에 영심은 부처의 뜻이 심지에게 있다고 말하고 간자를 넘겨 주었다.
3. ↑  고, 영섭. “심지 (心地)”. 《한국민족문화대백과사전》. 한국학중앙연구원. 2024년 2월 18일에 확인함. 심지가 돌아오자 중악의 산신이 두 신선을 거느리고 그를 영접하였다. 이들은 심지에게 정계(淨戒)를 받았다. 심지가 말하였다. “지금 적당한 땅을 가려서 이 부처님의 간자를 봉안하려 합니다. 청하건대 세 분과 함께 산에 올라가 간자를 던져 정합시다.” 심지가 산신들과 함께 산봉우리에 올라가 서쪽을 향해 간자를 던지니 바람에 날려갔다. 간자가 날아간 곳을 찾아 그 자리에 불당을 짓고 봉안하였는데, 『삼국유사』에서는 “지금의 동화사 첨당(籤堂) 북쪽에 있는 작은 우물이 바로 그곳이다.”하였다.
4. ↑  일연, 일연 (고려(13세기)). 《삼국유사》.